# Veículo de Transferência H-II

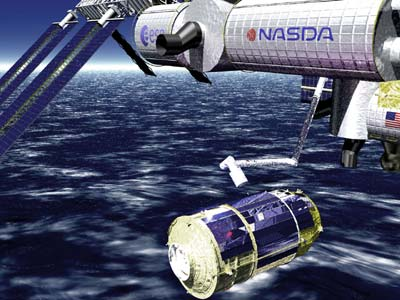

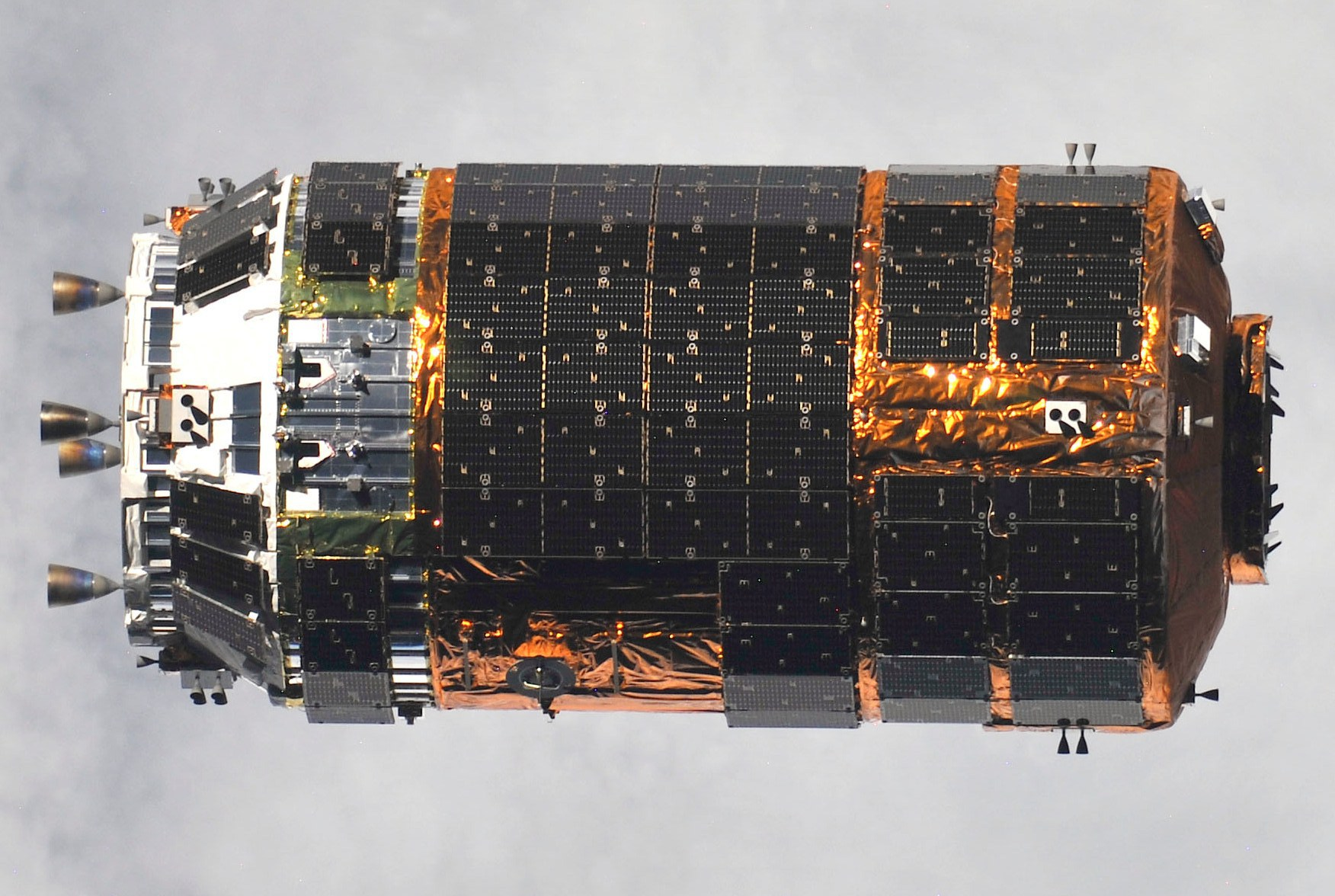

O Veículo de Transferência H-II (HTV - H-II Transfer Vehicle) é uma nave não tripulada desenvolvida pela Agência de Exploração Aeroespacial Japonesa (JAXA) desde 1997 para reabastecimento do Módulo de Experiências Japonês Kibo (JEM) na Estação Espacial Internacional, e, se necessário, para toda a estação.
É um veículo de maiores dimensões e ligeiramente mais simples que a nave russa Progress, usada para transporte de mantimentos para a estação. Não tem um sistema de aproximação e acoplagem complexo, em vez disso, ao se aproximar da órbita da estação, é recolhido pelo Canadarm2, que o acopla na escotilha do Módulo Harmony.
O HTV é lançado no Centro Espacial de Tanegashima no Japão com foguetões H-IIA. Do tamanho de aproximadamente um automóvel (quatro por dez metros), o HTV transporta mantimentos em dois compartimentos: um pressurizado, de capacidade de 6 000 kg e outro descapotado com 1 600 kg de capacidade. O HTV mede cerca de 10 m de comprimento e 4,4 m de diâmetro.